# Nodulotrophon raymondi
Nodulotrophon raymondi is een slakkensoort uit de familie van de Muricidae. De wetenschappelijke naam van de soort is voor het eerst geldig gepubliceerd in 1916 door Moody.